# Гекуба (Еврипид)
«Геку́ба» (точнее, «Гека́ба», др.-греч. Ἑκάβη) — трагедия древнегреческого драматурга Еврипида, поставленная предположительно в 424 году до н. э. Её текст полностью сохранился.

## Сюжет
Действие трагедии происходит вскоре после взятия Трои во Фракии, куда ахейцы переправились, начиная свой путь домой. Здесь тень Ахилла потребовала принесения в жертву царевны Поликсены. Её матери Гекубе не удаётся умолить Одиссея о пощаде, а Поликсена сама изъявляет желание умереть (эта деталь впервые появляется именно в еврипидовой версии мифа). Неоптолем закалывает царевну на могиле своего отца.
В тот же день Гекуба узнаёт, что последний из её сыновей Полидор, спрятанный когда-то у фракийского царя Полиместора, тоже мёртв – убит ради золота. Она пытается уговорить Агамемнона покарать убийцу, но тот, хотя и сочувствует её горю, отказывает. Тогда Гекуба заманивает Полиместора в ахейский лагерь. Здесь троянские женщины убивают сыновей фракийского царя, а потом ослепляют его самого. В финале Полиместор предсказывает смерть Гекубы и её превращение в собаку, а также гибель Агамемнона от руки собственной жены.

## Датировка
Точная дата создания трагедии неизвестна. При этом в стихах 455—465 исследователи видят намёк на «очищение» Делоса, проведённое зимой 425 года до н. э., когда, по свидетельству Фукидида, «все гробы с покойниками афиняне велели удалить с острова и впредь воспретили пребывание там умирающих и рожающих». В свою очередь, стихи 160 и 171—173 были спародированы Аристофаном в комедии «Облака», впервые поставленной в 423 году до н. э. Следовательно, «Гекуба» могла появиться только между этими событиями.

## Основные издания на русском языке
- Перевод Иннокентия Анненского (в редакции Фаддея Зелинского)[4] // Еврипид. Трагедии: В 2 тт. — М., 1969. — Т. 1. — С. 343-402. — (Библиотека античной литературы).
- Перевод Иннокентия Анненского (в редакции Фаддея Зелинского) // Еврипид. Трагедии: В 2 тт. — М., 1980. — Т. 1. — С. 285-340.
- Перевод Иннокентия Анненского (в редакции Фаддея Зелинского) // Еврипид. Трагедии: В 2 тт. — М., 1999. — Т. 1. — С. 332-384. — (Литературные памятники).